# Next Level Games
Next Level Games is een Canadees computerspelontwikkelaar die werd opgericht op 13 augustus 2002 door Eric Randall, Douglas Tronsgard, Jason Carr en David Catlin.

## Beschrijving
Het eerste computerspel dat het bedrijf ontwikkelde is NHL Hitz Pro uit 2003. Vanaf 2005 ging het een samenwerking aan met Nintendo voor het ontwikkelen van de Mario Strikers-serie van voetbalspellen. Ook produceerde het andere succesvolle titels als Punch-Out!! voor de Wii, Metroid Prime: Federation Force voor Nintendo 3DS en Luigi's Mansion 3 voor de Switch.
Begin 2014 maakte de studio bekend dat het een exclusieve samenwerking met Nintendo zou aangaan. Op 4 januari 2021 maakte Nintendo bekend dat het Next Level Games heeft gekocht voor een onbekend bedrag.

## Ontwikkelde spellen
| Jaar | Titel                                  | Platform(s)                   |
| ---- | -------------------------------------- | ----------------------------- |
| 2003 | NHL Hitz Pro                           | GameCube, Xbox, PlayStation 2 |
| 2004 | The Suffering                          | Windows, Xbox, PlayStation 2  |
| 2005 | Mario Smash Football                   | GameCube                      |
| 2007 | Mario Strikers Charged Football        | Wii                           |
| 2007 | Spider-Man: Friend or Foe              | Wii, Xbox 360, PlayStation 2  |
| 2008 | Ticket to Ride                         | Xbox 360                      |
| 2009 | Jungle Speed                           | Wii                           |
| 2009 | Punch-Out!!                            | Wii                           |
| 2009 | Doc Louis's Punch-Out!!                | Wii                           |
| 2010 | Transformers: Cybertron Adventures     | Wii                           |
| 2010 | Tom Clancy's Ghost Recon               | Wii                           |
| 2011 | Captain America: Super Soldier         | Xbox 360, PlayStation 3       |
| 2013 | Luigi's Mansion: Dark Moon             | Nintendo 3DS                  |
| 2016 | Metroid Prime: Federation Force        | Nintendo 3DS                  |
| 2019 | Luigi's Mansion 3                      | Nintendo Switch               |
| 2022 | Mario Strikers: Battle League Football | Nintendo Switch               |